# Shake It Up şekerim
Shake It Up şekerim heter låten som representerade Turkiet i Eurovision Song Contest 2007 och framfördes i semifinalen den 10 maj av sångaren Kenan Doğulu. Den tog sig därifrån vidare till finalen, där den slutade på fjärde plats. Låtens namn betyder översatt ordagrant Skaka upp den, älskling.